# Peer Baedeker
Peer Baedeker; eigentlich Ernst-Max Hacke (* 1. Januar 1912 in Alt-Lönnewitz; † 30. November 1999 in Bayreuth) war ein deutscher Opernsänger (Tenor), Schriftsteller, Antiquar und Schauspieler.

## Leben
Peer Baedeker wurde unter dem bürgerlichen Namen Ernst-Max Hacke im inzwischen verschwundenen Dorf Alt-Lönnewitz bei Bad Liebenwerda im heutigen Südbrandenburg als Sohn des Gutsbesitzers Max Hacke und seiner Frau Marianne (geb. Baedeker) geboren. Durch seine Mutter war er ein Enkel des Verlegers Fritz Baedeker und Urenkel von Karl Baedeker, Begründer des gleichnamigen Verlages und Herausgeber der Baedeker-Reiseführer. Hacke besuchte das Gymnasium in Torgau und das Internat Schloss Bischofstein im thüringischen Eichsfeld. Von 1934 bis 1938 studierte er in Berlin Gesang bei Albert Wermuth. Er nahm später den bekannten Mädchennamen seiner Mutter als Künstlernamen an und heiratete die Sopranistin Marianne Gründer.
Der Görlitzer Intendant Rolf Prasch verpflichtete Peer Baedeker achtundzwanzigjährig am Theater in Görlitz. Von 1940 bis 1944 wirkte er hier als umjubelter Tenor, wo er unter anderem in der Operette Der Zarewitsch als Zarewitsch und in Richard Wagners Oper Tannhäuser und der Sängerkrieg auf Wartburg als Walter von der Vogelweide brillierte. Daneben beschäftigte er sich schriftstellerisch. Die näher kommende Front bereitete dem Engagement in Görlitz allerdings ein Ende. Baedecker wurde in jenem Jahr zur Wehrmacht eingezogen. Weitere Stationen in seiner Laufbahn als Sänger wurden unter anderem die Bühnen von Braunschweig, Landsberg, Augsburg, München, Salzburg und Bayreuth.
Baedeker wurde schließlich Freund und Lebenspartner des Schriftstellers Erich Ebermayer. Gemeinsam verfassten sie unter anderem die Drehbücher zu den populär gewordenen Spielfilmen Hoheit lassen bitten und Die Mädels vom Immenhof. Zu Ebermayers sechzigsten Geburtstag gab Baedeker das Buch der Freunde heraus, welches unter anderem eine Bibliographie enthält. Aus der Ehe mit Marianne Gründer ging Tochter Ginster hervor. Erich Ebermayer wurde ihr Patenonkel.
Peer Baedeker betrieb später im oberpfälzischen Kemnath das Theater- und Film-Fachantiquariat „Proszenium“. Er führte im Laufe seines Lebens eine umfangreiche Korrespondenz mit Personen der damaligen Zeitgeschichte. Eine Sammlung mit Teilen seiner persönlichen und seiner Geschäftskorrespondenz, unter anderem mit Elisabeth Bergner, Curt Bois, Alfred Frankenstein, Fritz E. Jonas, Felix Langer, Curt Riess, Leonard Steckel, Hans Weigel und Walter Zadek, befindet sich heute in der Deutschen Nationalbibliothek in Frankfurt am Main. Des Weiteren waren Baedeker und Ebermayer mit dem Schriftsteller und Nobelpreisträger Gerhart Hauptmann befreundet. Beide führten ein umfangreiches Archiv in Ebermayers Schloss Kaibitz, wohin große Teile von Hauptmanns Nachlass nach dem Zweiten Weltkrieg aus dem niederschlesischen Agnetendorf (Hauptmanns Wohnort) gebracht wurden. 1979 wurde auf Betreiben von Baedeker im Kaibitzer Schlossgarten ein Grabstein errichtet. Er erinnert an den „Hauptmann-Freund“ Erich Ebermayer. Baedekers 1987 erschienene Autobiografie trug letztlich den Titel Jugend mit Gerhart Hauptmann – ein Tenor erinnert sich.

## Werk (Auswahl)

### Bücher
- Aufstieg nur für Schwindelfreie, Roman, Munz-Verlag, Berlin 1942
- Hoheit lassen bitten (Drehbuch), Spielfilm, 1954
- Die Mädels vom Immenhof (Drehbuch), Spielfilm, 1955
- Heute gehörst du mir, AWA-Verlag, 1957
- Erich Ebermayer: Buch der Freunde, 1960
- Aller Schmerzen Ende – Joseph Rubinstein 1847–1884, Programmhefte der Bayreuther Festspiele, Bayreuth 1984
- Jugend mit Gerhart Hauptmann – ein Tenor erinnert sich (Autobiografie), Koblenz 1987
- Stefan Zweig an Erich Ebermayer, Herausgeber, Bayreuth 1993

### Aufsätze
- Ein Jude sucht Erlösung bei Richard Wagner: Joseph Rubinstein (1847–1884). In: Gesellschaft für Christlich-jüdische Zusammenarbeit (Hrsg.): Jüdisches Bayreuth. Bayreuth 2010, S. 119–128.

## Filmografie
- 1935: Traumulus
- 1938: Monika - Eine Mutter kämpft um ihr Kind